# Mario Antonio Cargnello
Mons. Mario Antonio Cargnello (San Fernando del Valle de Catamarca, 20 de marzo de 1952) es el arzobispo de la arquidiócesis de Salta desde el 6 de agosto de 1999.

## Sacerdocio
Ordenado sacerdote el 8 de noviembre de 1975 en Catamarca y prontamente (entre los años 1975 y 1977) fue designado vicerrector del Seminario Menor “Nuestra Señora del Valle”. Luego fue vicario episcopal de Pastoral y Parroquias, vicario general del administrador diocesano (Mons. Gerardo Mario Denet), vicario general del obispo diocesano (Mons. Elmer Osmar Miani), párroco en San Isidro Labrador (Valle Viejo, Catamarca) y rector del Seminario Propedéutico “San Juan Bautista”.

## Obispo y arzobispo
Fue nombrado obispo de Orán el 7 de abril de 1994; recibió la ordenación episcopal el 24 de junio de 1994 y tomó posesión de esa sede el 16 de julio de 1994.
El papa Juan Pablo II lo promovió como arzobispo coadjutor con derecho a sucesión de Salta el 24 de junio de 1998. 
Al renunciar su antecesor, mons. Moisés Julio Blanchoud, sucedió a este como arzobispo de Salta desde el 6 de agosto de 1999.

## Conferencia Episcopal Argentina
- Fue Presidente de la Comisión Episcopal de Liturgia durante los años 1996 a 1999, 1999 a 2002 y 2008 a 2011.
- Fue Miembro de la Comisión Episcopal de Liturgia durante los años 2002 a 2005, 2005 a 2008 y 2008 a 2011.
- Fue Miembro de la Comisión Episcopal para la Pastoral Universitaria desde el año 2002 al 2005.
- Fue Miembro del Consejo de Asuntos Económicos de desde el año 2005 al 2008.
- Fue Delegado de la Región Pastoral Noroeste durante los años 2002 a 2005 y 2005 a 2008.[2]

## CELAM
- En el Consejo Episcopal Latinoamericano (CELAM) es presidente del Departamento de Misión y Espiritualidad desde 2003 a 2007. * Participó como miembro designado por el Santo Padre en la V° Conferencia General del Episcopado Latinoamericano y del Caribe en Aparecida en el año 2007.
- Es Miembro de la Pontificia Comisión para la América Latina (2009 - 2015)[2]

| Predecesor: Gerardo Eusebio Sueldo | Obispo de Orán 1994 - 1998           | Sucesor: Jorge Rubén Lugones |
| Predecesor: Moisés Julio Blanchoud | Arzobispo de Salta 1999 - Actualidad | Sucesor: En el cargo         |